# アラスカ・ハイウェイ
アラスカ・ハイウェイ（英:Alaska Highway、またはアラスカン・ハイウェイ(Alaskan Highway)、アラスカン・カナディアン・ハイウェイ(Alaska-Canadian Highway)、アルカン・ハイウェイ(ALCAN Highway)）は、第二次世界大戦の間に建設され、カナダを経由してアメリカ合衆国本土とアラスカ州を繋いでいる道路である。ブリティッシュコロンビア州ドーソン・クリークからユーコン準州ホワイトホースを経由してアラスカ州デルタ・ジャンクションに至る。1943年に完工し、延長は2,237 km（1,390 マイル）だったが、経路変更によっていくらか短くなった。この道路の歴史的終点はマイルストーン1,422近く、デルタ・ジャンクションでリチャードソン・ハイウェイと出会う所であり、フェアバンクスからは南東に約160 km の地点である。リチャードソン・ハイウェイのマイルストーンはバルディーズからカウントが始まっている。アラスカ・ハイウェイは一般に（公式ではなく）南アメリカのアルゼンチンまで延びるパン・アメリカン・ハイウェイの一部だと考えられている。

## 建設
アラスカに高規格道路を建設する提案は1920年代に始まっていた。トーマス・マクドナルドが、アメリカ合衆国、カナダおよびロシアに跨る国際道路の夢を描いた。この道路計画を推進するために初めにスリム・ウィリアムズが犬橇で提案された経路を走った。その経路の大半はカナダを通ることになるので、カナダ政府からの支持が重要だった。しかし、カナダ政府はそれによって恩恵を受けるのがユーコン準州の数千もいないような住民に過ぎないために、その道路を建設するために必要な予算を設定することに何の価値も見出さなかった。
しかし、幾つかの経路について検討が加えられた。好まれた経路はブリティッシュコロンビア州プリンスジョージからロッキー山脈トレンチを抜けてユーコン準州ドーソン・シティに至り、西に転じてフェアバンクスに向かうものだった。
真珠湾攻撃で第二次世界大戦の太平洋戦争が始まり、北アメリカ西海岸とアリューシャン列島に対する日本からの脅威が加えられたことで、アメリカとカナダ両国の優先順位に変化が生まれた。1942年2月6日、アラスカ・ハイウェイの建設がアメリカ陸軍に認められ、その5日後にこの計画はアメリカ合衆国議会とフランクリン・ルーズベルト大統領から着手承認を受けた。カナダはアメリカ合衆国が建設費用を全て持ち、カナダ内の道路などの施設が終戦後にカナダ当局に移管されるという条件で、建設を認めることに同意した。

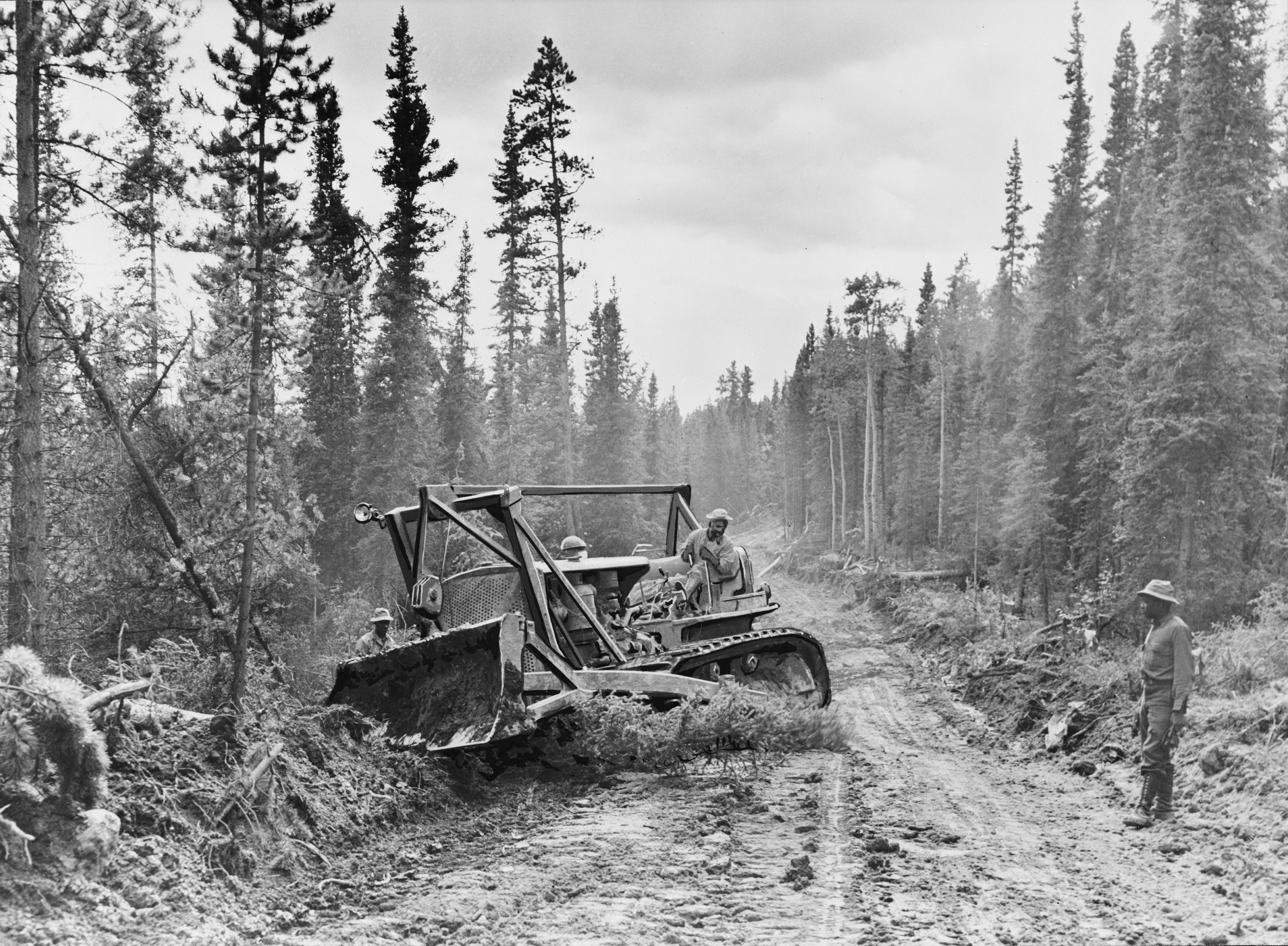
アラスカ・ハイウェイの車道を広げるブルドーザー、1942年撮影

公式の建設開始は1942年3月8日のことであり、数百もの建設機械がノーザン・アルバータ鉄道の優先列車でブリティッシュコロンビア州ドーソンクリークのゼロマイル地点近くに運ばれてからだった。冬季の気候が緩み、作業員は北端と南端から工事を始めることができたので、春の間は建設が加速された。日本がアリューシャン列島のキスカ島とアッツ島に侵入したという報せが届いた後は工事に拍車が駆けられた。9月24日、ブリティッシュコロンビア州とユーコン準州の州境である北緯60度線、コンタクト・クリークと名付けられることになる場所のマイル588地点で、双方向の作業員が出会った。全経路は10月28日に完成し、北端はマイル1202のビーバークリークで繋がれ、11月20日にソルジャーズ・サミットで開通式が行われた。
戦争に対する必要性から最終経路に影響し、アメリカ合衆国からソビエト連邦に武器貸与される航空機を運ぶ北西中継ルートの空軍基地を繋ぐよう意図された。こうしてむしろ実用的でない極端に難しい地形の経路が選ばれた。
この道路は元々第二次世界大戦中のアメリカ陸軍補給路として大半が軍によって建設された。道路の建設には4つの主要な区間があった。アラスカのデルタ・ジャンクションから南東にユーコン準州のビーバークリークで接続、ドーソンクリークから北に、続いて西に進行（先遣グループがノーザン・アルバータ鉄道の駅から凍った沼地にある冬の道を進んだ後で、フォートネルソンから出発した）、ホワイト・パス・アンド・ユーコン・ルート鉄道を経由して川を渡った後にホワイトホースから東進と西進という4区間だった。アメリカ陸軍は地元の川舟、鉄道の機関車および当初は南のカリフォルニア州で使う意図があった家屋などあらゆる種類の道具を徴発した。
アラスカ・ハイウェイは1942年10月28日に完工し、11月21日にソルジャーズ・サミットと開通式が行われたが（ラジオで報道されたが正確な外気温は戦時のために検閲で報道されなかった）、この「ハイウェイ」は1943年まで一般車両が通れなかった。当時でも多くの急な坂があり、路面は悪く、丘を上り下りするためにスイッチバックがあり、ガードレールは有ったとしても無いに等しかった。1942年に舟橋や仮設丸木橋を改良した橋は必要な場所のみ鋼製橋に付け替えられた。古い丸木橋がエイシヒック川に架かっているのが今でも見られる。日本が侵略してくる怖れが少なくなり、具体的な部分を改良する為に私企業に契約が行くことはそれ以上無くなった。
ユーコン準州のバーウォッシュ・ランディングとコイダーンの間100マイル (160 km) 程は特に、永久凍土層が融けて傷つきやすい植生に保護されていなかったので、1943年の5月と6月は事実上通行不能だった。その経路を修復する為に丸太道が作られたので、この地域の古い部分には今も丸太が埋っている。現代の建設法では、表面に砂利を盛るか、砂利で植生と地表面を置き換えるかで作られているので、永久凍土層が融けることはない。しかし、バーウォッシュ・ランディングとコイダーンの間はまだ問題があり、1990年代後半に新しい道路が建設されたが、まだ凍上が続いている。

## 経路

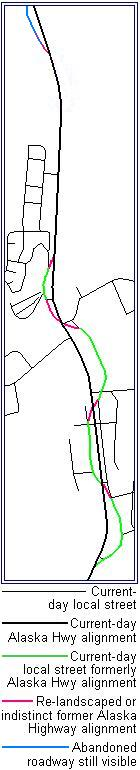
経路の改善

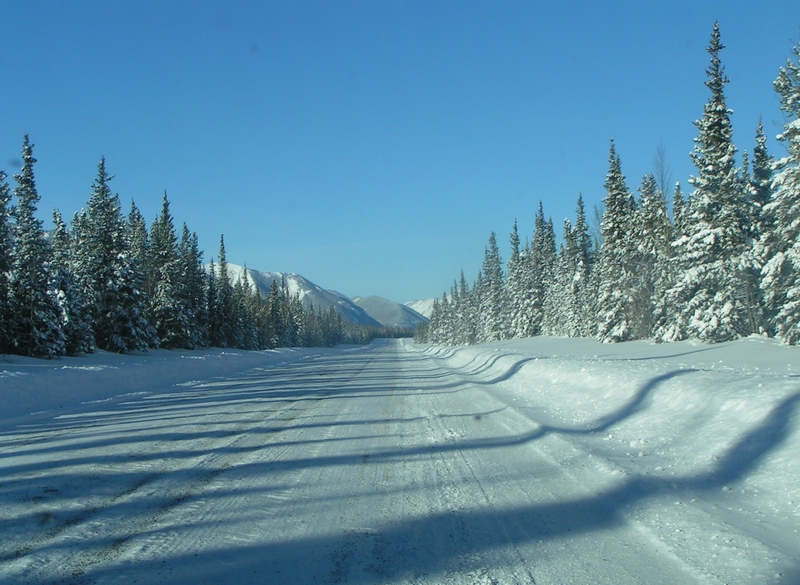
フォートネルソンとワトソンレイクの間のアラスカ・ハイウェイ

1942年に完成したばかりの道路はドーソンクリークからデルタ・ジャンクションまで約1,680マイル (2,688 km) あった。陸軍はワシントン州の公共道路管理局に管理を移管し、管理局が選別した区画の改良のために私企業の道路建設業者に契約を発注し始めた。これらの部分は不必要なカーブや険しい坂道を避ける形で改良された。現代の旅行者は公共道路管理局が承認した経路に沿ってある電話線を追えば改良された部分を識別できる。日本による侵略の恐れが無くなり、公共道路管理局は新しい契約の発注を止めた。1946年に道路をカナダに移管したとき、ドーソンクリークからデルタ・ジャンクションまでの総延長は1,422マイル (2,275 km) になっていた。
経路はドーソンクリークからフォートネルソンまで北西、続いて北に向かう。1957年10月16日、フォート・セントジョンからすぐ南、ピース川に架かっていた吊り橋が崩壊した。新しい橋は数年後に建設された。フォートネルソンで道路は西に転じてロッキー山脈を越え、その後コール川で西向きの道に戻る。マイルストーン590と773の間ではユーコン準州とブリティッシュコロンビア州の州境と9回交差するが、そのうち6回はマイルストーン590と596の間に集中している。クルエーン湖の南を過ぎると北北西に向きアラスカ州との国境に至り、そこから北西に向かってデルタ・ジャンクションの終点である。
戦後の建設では当初の経路を10マイル (16 km) 以上変えることはなく、大半の場合で3マイル (5 km) 以下だった。マイルストーン590と596の間でユーコン準州とブリティッシュコロンビア州の州境を今でも6回交差しているかは明らかでない。

## 戦後
このハイウェイの建設に関してカナダとアメリカ合衆国との間の当初合意に従って、第二次世界大戦終戦から6ヶ月後にカナダ領内の部分はカナダに移管された。実際には1946年4月1日のことで、アメリカ陸軍がユーコン準州からブリティッシュコロンビア州までの道路をノースウェスト・ハイウェイ系統を管理するカナダ陸軍に移管した。アラスカ州内の部分は1960年代に完全に舗装されたが、1981年でも大半が砂利敷きだった。カナダ領内の部分は現在完全に舗装されているが、大半はアスファルト舗装である。
アラスカ州内およびカナダ北西部にあるアラスカ・ハイウェイと他の高規格道路について広範なガイドブックである『ザ・マイルストーン』が1949年に初版発行され、このハイウェイを旅する者のために最も重要なガイドとして毎年版を重ねている。
ブリティッシュコロンビア州政府はハイウェイの最初の82.6マイル (132 km) を所有しており、1960年代後半から1970年代にかけて唯一舗装されている部分になっていた。カナダ公共事業局はマイルストーン82.6から630までを維持している。ユーコン準州政府はマイルストーン630から1016（ワトソン湖からヘインズ・ジャンクションまで）を所有し、マイルストーン1221となるアメリカ・カナダ国境までを維持している。アラスカ州は州内のアラスカ・ハイウェイ（マイルストーン1221から1422）を所有している。
カナダ領内では広範に経路の再配置が行われ、1947年以降約の35マイル (56 km) はその大半が曲がりくねった場所を排除したり、住居地域を迂回するものだった。それ故に昔からのマイルストーンはもはや正確なものではないが、地元では位置識別のために今でも重要である。ハイウェイの古い区間の幾つかは地方道路として今でも使われているが、残りは廃れるに任され、ある場所では耕作されている。ホワイトホースの3箇所やフォートネルソンの1箇所は地元の生活道路となっており、ホワイトホース郊外では住民道路となっているところもある。ユーコン準州シャンパーニュでは2002年にバイパスが造られたが、古い道も新しい直線道路が建設されるまで地元社会に供されている。
道路の付け替えは続いており、ユーコン準州の場合は2009年まで続くと予想され、ヘインズ・ジャンクションとビーバー・クリークの区間はカナダとアメリカ合衆国のシャクワク協定に基づいて進められている。ドンジェク川に架かる橋は1952年に建設されたものに置き換わる新しい橋として2007年9月26日に開通した。シャクワク協定のもと、アメリカ合衆国道路予算がユーコン準州政府によって行われる入札で残ったカナダの建設業者による工事に宛てられている。シャクワク協定ではヘインズ・ジャンクションからアラスカ・ペンハンドルまでのヘインズ・ハイウェイの1980年代の改良を完成させ、その後予算は数年間アメリカ合衆国議会によって止められた。
マイルポストを辿るとハイウェイのカナダ側は約1,187マイル (1,899 km) で終わっているが、アラスカ州内の最初のマイルポストは1222となっている。アラスカ州内の実際の総延長は、カナダと同様距離を短縮する付け替えによってもはや明らかでないが、カナダと異なるのはアラスカ州内のマイルストーンが付け替えられていないことである。ブリティッシュコロンビア州とユーコン準州政府およびカナダ公共事業局はクルエーン湖南東岸の地点までキロメートルポストを調整した。ブリティッシュコロンビア州が行った最近の調整は1990年であり、ユーコン準州のそれは2002年と2005年である（ブリティッシュコロンビア州が1990年に行った調整の結果に基づく数値を使った）。
ブリティッシュコロンビア州とユーコン準州の区画には歴史的マイルストーンが1992年に取り付けられ、具体的な場所を記しているが、正確な走行距離を表してはいない。ブリティッシュコロンビア州内に80箇所、ユーコン準州内に70箇所およびアラスカ州内に16箇所、当初のマイル数に合わせた単純な数字のマイルストーンがある。「歴史的標識」はブリティッシュコロンビア州内に31箇所、ユーコン準州内に22箇所およびアラスカ州内に5箇所あり、その場所の重要性を伝えている。ブリティッシュコロンビア州内に18箇所、ユーコン準州内に14箇所およびアラスカ州内に5箇所解説板が道路脇の駐車場にあり、詳細な情報を伝えている。
アラスカ州内のアラスカ・ハイウェイはアラスカ州道2号線である。ユーコン準州内ではハイウェイ1号線、ブリティッシュコロンビア州内ではハイウェイ97号線となっている。
アラスカ・ハイウェイの歴史について興味有る人にはその建設に関する幾冊かの本がある。

## 道路標示

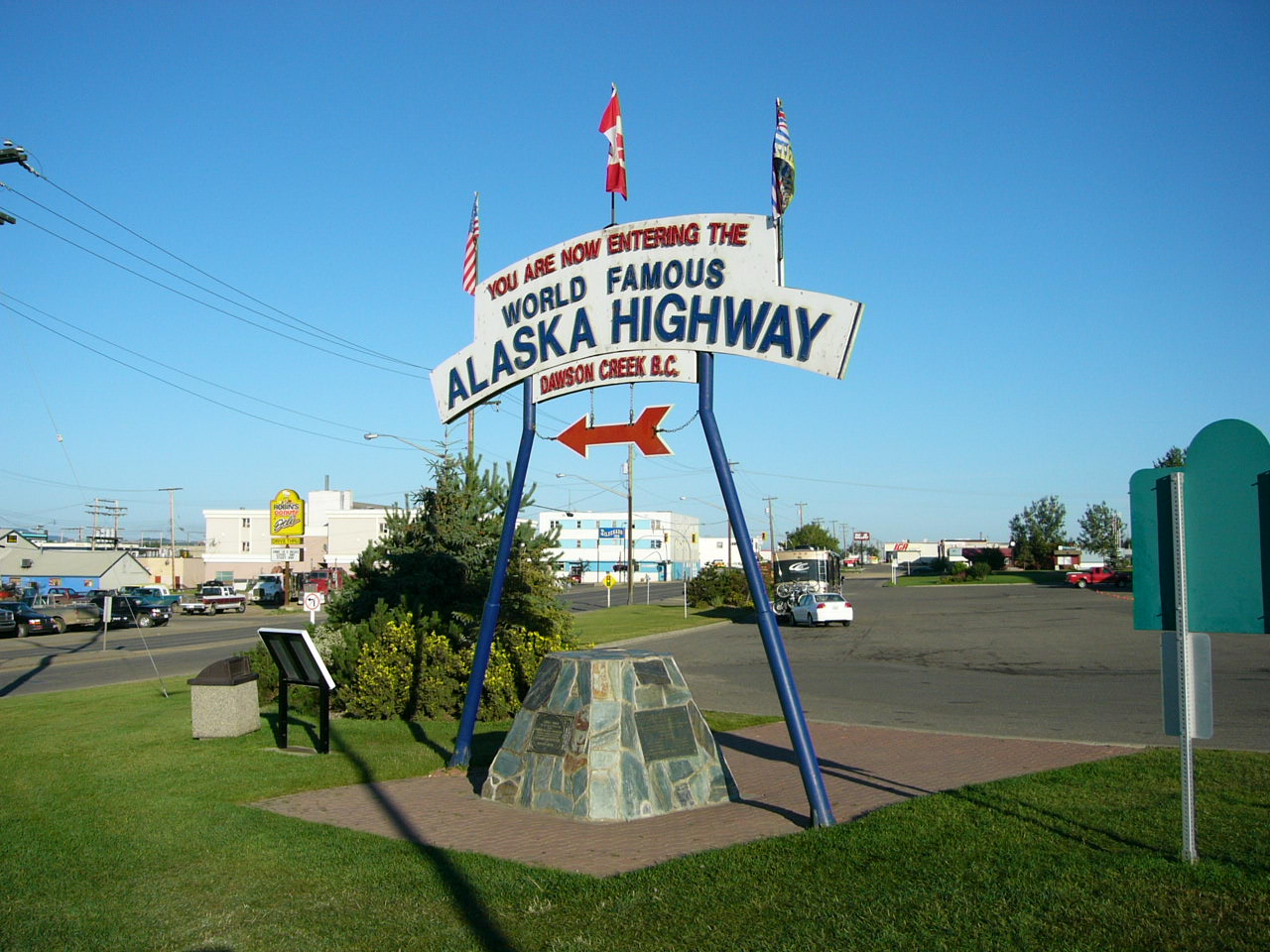
アラスカ・ハイウェイの南端（ドーソン・クリーク）の記念碑

道路のカナダ内区間では1947年のときの姿に基づいて1978年までマイルストーンが付けられており、長年の間の付け替えでマイルストーンの間の距離を着実に縮めてきた。この1978年、キロメートル表示の標識が取り付けられ、歴史的マイルストーンの換算値に近い場所にキロメートルポストが置き換えられた。例えばキロメートルポスト1000は歴史的マイルストーン621が置かれていた場所の近くにある。
ハイウェイを短縮する建設工事が続いているが、2キロメートルごとに配置されるキロメートルポストは、1990年のブリティッシュコロンビア州内区間の調整によって当時の走行距離を反映するものになった。1990年調整が行われた区間はその後の付け替えによってさらに短縮されており、例えばサミット峠近く、マンチョー湖とアイアン・クリークの間である。
ユーコン準州のキロメートルポストはそこに残されていた数字に従って、ブリティッシュコロンビア州州境からシャンパーニュ周辺の新しいバイパス西端まで2002年秋に立てられ、2005年にはそこからシルバーシティに近いクルエーン湖東岸まで調整されたポストが立てられた。歴史的マイルに基づく古いキロメートルポストがクルエーン湖からアラスカ国境までのハイウェイに残っている。ブリティッシュコロンビア州とユーコン準州の区間には、歴史的に重要な位置に楕円形の標識に描かれた歴史的マイルストーンが少数ある。これら特別の標識は1992年のハイウェイ建設50周年を期して立てられた。
ハイウェイのアラスカ側は1マイル (1.6 km) おきにあるマイルポストで表されているが、道路の付け替えのために正確な走行距離を表してはいない。

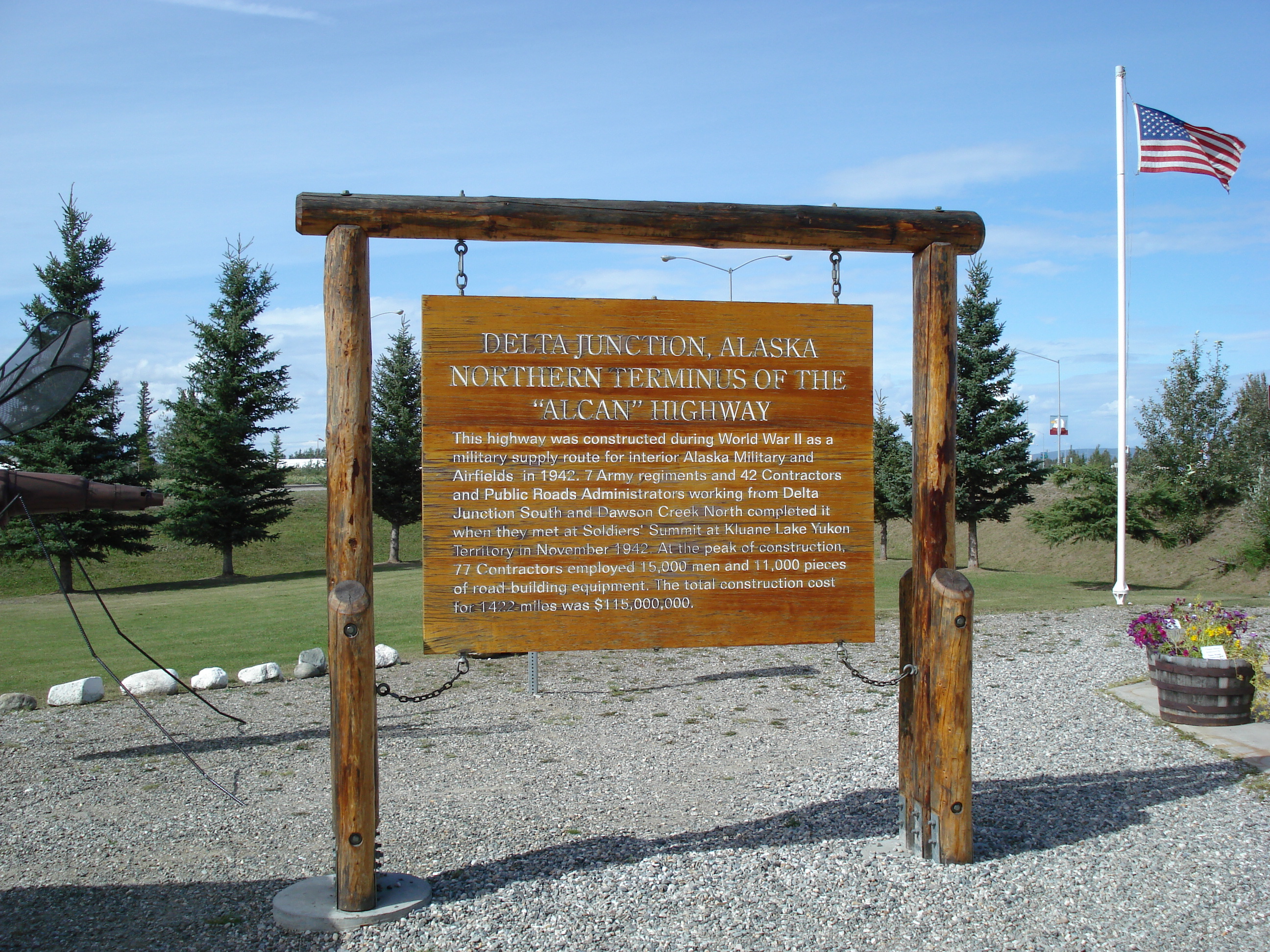
アラスカ・ハイウェイの北端を示す記念碑、デルタ・ジャンクション

歴史的マイルストーンはハイウェイに沿った住民や事業によってその場所を特定するときに使われており、ある場合には郵便用住所にも使われている。
住民と旅行者およびユーコン準州政府は準州内区間の方向を表示するときに「東」や「西」は使わない。これは道路がその向きになっているとしても「北」と「南」が使われており、ハイウェイの南端（ドーソン・クリーク）と北端（デルタ・ジャンクション）を指すものである。これは旅人が混乱しないようにするための重要な配慮であり、特にクルエーン湖のような自然の障害物の周りでは西行きの経路が南西や時には南に向かったりする。
ブリティッシュコロンビア州フォートネルソンの西の区画でも東西方向の経路があってある部分では南西方向となるが、ここでも「西」よりも「北」が使われている。

## 隣接する道路
アラスカ・ハイウェイに接続する道路は南から北に次のものがある。
Other roads that join the Alaska Highway include, from South to North:
- ブリティッシュコロンビア州
  - ハドソンズホープ・ハイウェイ
  - ライアード・ハイウェイ
  - キャシア・ハイウェイ

（キャシア・ハイウェイは大半がブリティッシュコロンビア州内にあり、ユーコン準州に入って1マイルでアラスカ・ハイウェイに接続する）
- ユーコン準州
  - キャンベル・ハイウェイ
  - カノール道路
  - アトラン道路
  - タギッシュ道路
  - クロンダイク・ハイウェイ
  - ヘインズ・ハイウェイ

- アラスカ州
  - テイラー・ハイウェイ
  - グリーン・ハイウェイ (トック・カットオフ)
  - リチャードソン・ハイウェイ

### バイパス路ができたが現在でも使用されている部分

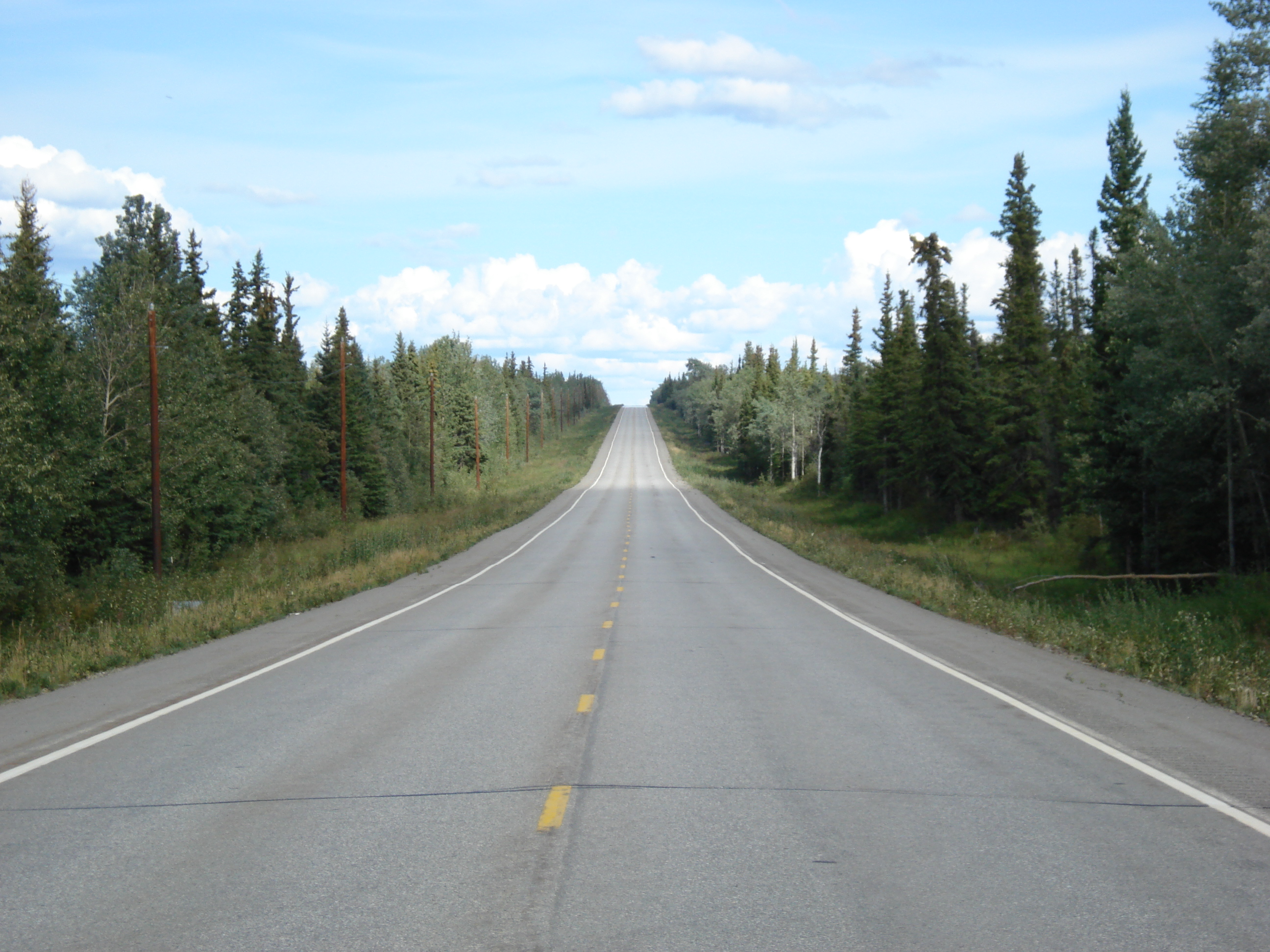
マイル1,337付近のアラスカ・ハイウェイ （東を臨む）

フォートネルソン - マイル 301 から 308まで、現在地元住民の支線道路としてワイルドフラワー・ドライブ、ハイランド道路、バレービュー・ドライブがある。
ホワイトホース
- マイル 898、現在地元住人用道路、ユーコン川橋の真西
- マイル 920.3 から 922.5まで、現在センテニアル通りの南部と北部、バーチ通りの中央部
- マイル 922.5 から 922.7まで、現在アズア道路の一部
- マイル 924、現在カズンズ・エアフィールド道路の一部
- マイル 925.5 から 926.9まで、現在ペアレント道路（アラスカ・ハイウェイとクロンダイク・ハイウェイのジャンクションを見下ろす東端）
- マイル 927.2 から 927.7まで、現在エコー・バレー道路
- マイル 928 から 928.3まで、現在ジャクソン道路
- マイル 929 から 934まで、現在オールド・アラスカ・ハイウェイ
- マイル 968、現在メンデンホール川小地区への導入道路

シャンパーニュ-エイシヒック固有領土
- マイル 969 から 981まで、シャンパーニュ（2002年秋に8.6マイル (13.8 km) を改良してバイパス化）
- マイル 1016, ヘインズ・ジャンクションのヒューム通り、ファースト・ネーション小地区への接近路を含む

その他の以前の部分は廃止され使えない。ごく最近の建設計画はそれに近付く車道を丁寧に鋤き返してきた。